# Mauro Finetto
Mauro Finetto (Tregnago, provincia de Verona, 10 de mayo de 1985) es un ciclista italiano.

## Trayectoria
Pasó al profesionalismo con el equipo CSF Group Navigare, en 2008 y posteriormente compitió dos temporadas para el equipo Liquigas. En 2012 se recalificó amateur y en 2013 volvió al profesionalismo en el equipo Vini Fantini. Para la temporada 2016 corrió con el equipo Unieuro Wilier Trevigiani. Puso fin a su carrera en 2022.

## Palmarés
2009
- Hel van het Mergelland
- 2 etapas del Tour de Turquía

2014
- Gran Premio de Lugano
- Tour de Limousin, más 1 etapa

2015
- Tour de Sibiu, más 1 etapa

2016
- Tour de Eslovaquia, más 1 etapa

2017
- Classic Sud Ardèche

2019
- 1 etapa de la Settimana Coppi e Bartali[2]

## Resultados en Grandes Vueltas
| Carrera | Carrera         | 2008 | 2009 | 2010 | 2011 | 2012 | 2013 | 2014 | 2015 | 2016 | 2017 | 2018 | 2019 | 2020 | 2021 | 2022 |
| ------- | --------------- | ---- | ---- | ---- | ---- | ---- | ---- | ---- | ---- | ---- | ---- | ---- | ---- | ---- | ---- | ---- |
|         | Giro de Italia  | —    | —    | —    | —    | —    | —    | Ab.  | 57.º | —    | —    | —    | —    | —    | —    | —    |
|         | Tour de Francia | —    | —    | —    | —    | —    | —    | —    | —    | —    | —    | —    | —    | —    | —    | —    |
|         | Vuelta a España | —    | —    | 79.º | —    | —    | —    | —    | —    | —    | —    | —    | —    | —    | —    | —    |

—: no participa

Ab.: abandono